# 滝原駅
滝原駅（たきはらえき）は、三重県多気郡大台町大ヶ所にある、東海旅客鉄道（JR東海）紀勢本線の駅である。

## 歴史
- 1926年（大正15年）8月18日：鉄道省紀勢東線（現・紀勢本線）三瀬谷駅 - 当駅間延伸時に終着駅として開設[1][2]。
- 1927年（昭和2年）7月3日：紀勢東線当駅 - 伊勢柏崎駅間延伸、途中駅となる[1]。
- 1959年（昭和34年）7月15日：線路名称改定。紀勢東線が紀勢本線へ編入、同線の駅となる[1]。
- 1962年（昭和37年）2月1日：貨物取扱廃止[2]。
- 1975年（昭和50年）2月20日：跨線橋竣工[注釈 1]。
- 1983年（昭和58年）12月21日：無人駅化[3]、荷物扱い廃止[2]。
- 1987年（昭和62年）4月1日：国鉄分割民営化に伴い、JR東海の駅となる[1][2]。

## 駅構造
相対式ホーム2面2線を有する列車交換可能な地上駅。両ホームは屋根無し跨線橋で連絡している。
多気駅管理の無人駅。2006年頃、駅舎はコンクリート製の簡易なものに建替えられたが、上りホームには木造待合所が残る。駅前には自治体によって水洗式便所が設置されている。

### のりば
| 番線 | 路線      | 方向 | 行先             |
| ---- | --------- | ---- | ---------------- |
| 1    | ■紀勢本線 | 下り | 尾鷲・新宮方面   |
| 2    | ■紀勢本線 | 上り | 松阪・名古屋方面 |

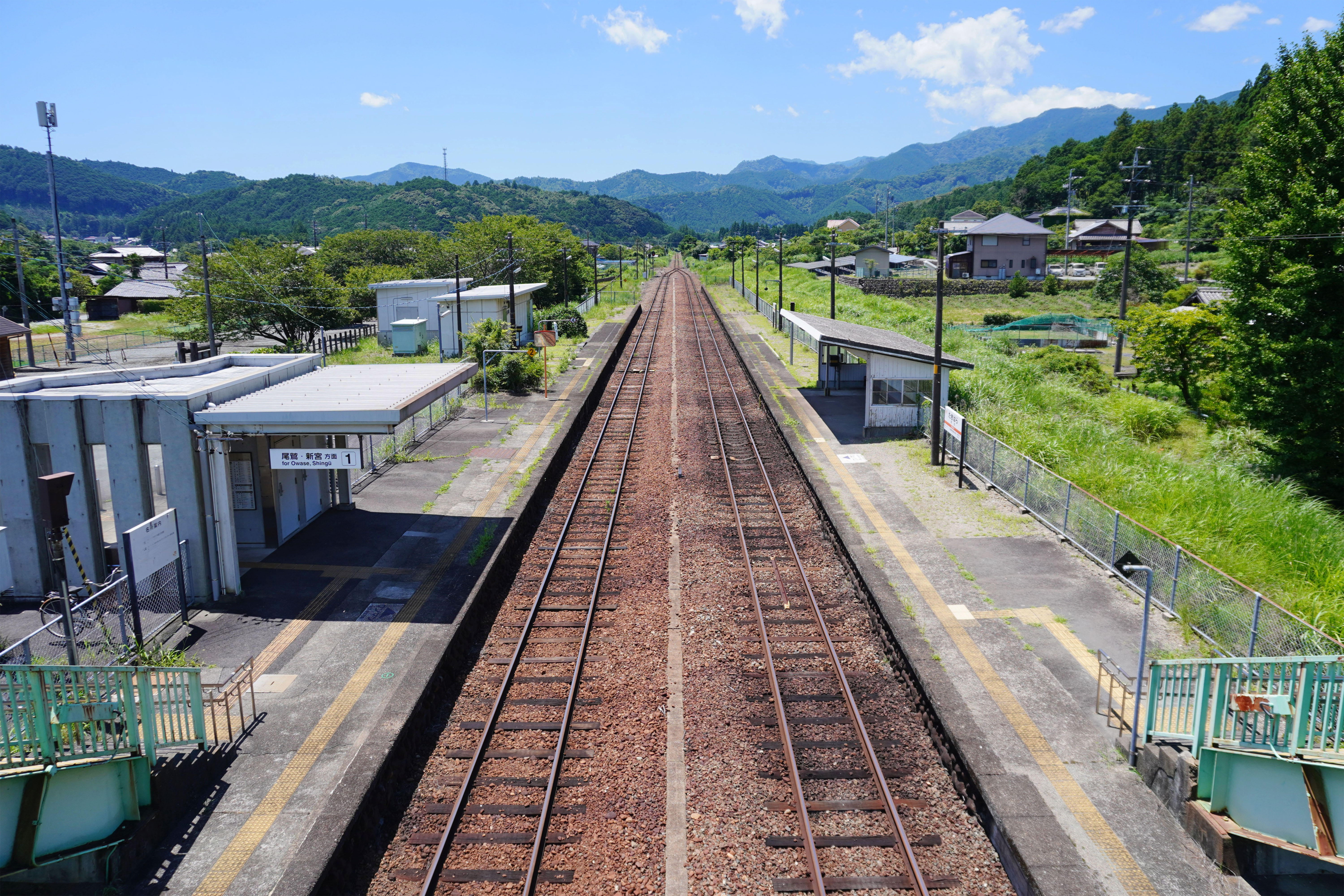
ホーム（2023年7月）

## 利用状況
「三重県統計書」によると、近年の1日平均乗車人員の推移は以下の通り。
| 年度   | 1日平均 乗車人員 |
| ------ | ---------------- |
| 1998年 | 64               |
| 1999年 | 63               |
| 2000年 | 64               |
| 2001年 | 71               |
| 2002年 | 63               |
| 2003年 | 61               |
| 2004年 | 62               |
| 2005年 | 60               |
| 2006年 | 57               |
| 2007年 | 56               |
| 2008年 | 59               |
| 2009年 | 60               |
| 2010年 | 43               |
| 2011年 | 42               |
| 2012年 | 40               |
| 2013年 | 52               |
| 2014年 | 50               |
| 2015年 | 46               |
| 2016年 | 50               |
| 2017年 | 40               |
| 2018年 | 35               |
| 2019年 | 37               |

## 駅周辺
大台町にあるが、大紀町の玄関口となっている。利用者は大内山川対岸の大紀町滝原地区住民が中心である。
- 大紀町役場
- 瀧原宮 - 伊勢神宮別宮。
  - 若宮・長由介・川島神社
- 熊野古道伊勢路
- 阿曽温泉
- 紀勢自動車道大宮大台IC
- 大宮郵便局
- JA伊勢 大宮支店
- 三重交通バス 大紀町役場前バス停

## 隣の駅
東海旅客鉄道（JR東海）
■紀勢本線
三瀬谷駅 - 滝原駅 - 阿曽駅